# Limbaj natural
Limbajul natural este limbajul care este utilizat de ființele umane pentru comunicare (vorbire, scriere sau prin semne mimico-gestuale) spre deosebire de limbajele formale cum sunt limbajele de programare sau limbajele utilizate în studiul logicii formale în particular logica matematică. Limbajul natural are diverse forme, precum vorbirea, limbajul semnelor sau scrierea. Astfel, se deosebește de limbajul artificial și formal. Limbajele naturale au structuri imanente  pentru că subiectul uman nu participă la ele decât ca utilizator.